# Walpole St Peter
Walpole St Peter är en by i civil parish Walpole, i distriktet King's Lynn and West Norfolk, i grevskapet Norfolk i England. Byn är belägen 12 km från King's Lynn. Walpole St Peter var en civil parish fram till 1988 när blev den en del av Walpole, Walpole Cross Keys och Walpole Highway. Civil parish hade 1 581 invånare år 1961. Byn nämndes i Domedagsboken (Domesday Book) år 1086, och kallades då Walpola.